# Protea canaliculata
Protea canaliculata là một loài thực vật có hoa trong họ Quắn hoa. Loài này được Andrews miêu tả khoa học đầu tiên.